# Liste der Monuments historiques in Étrabonne
Die Liste der Monuments historiques in Étrabonne führt die Monuments historiques in der französischen Gemeinde Étrabonne auf.

## Liste der Immobilien
| Bezeichnung         | Beschreibung          | Standort                 | Kennzeichnung | Schutzstatus | Datum | Bild           |
| ------------------- | --------------------- | ------------------------ | ------------- | ------------ | ----- | -------------- |
| Château d’Étrabonne | Burg, 12. Jahrhundert | Chemin du Château (Lage) | PA00101642    | Inscrit      | 1968  | weitere Bilder |

## Liste der Objekte
| Bezeichnung                                   | Beschreibung                          | Standort                       | Kennzeichnung | Schutzstatus | Datum | Bild |
| --------------------------------------------- | ------------------------------------- | ------------------------------ | ------------- | ------------ | ----- | ---- |
| Skulpturen der drei Weisen aus dem Morgenland | Holz, farbig gefasst, 17. Jahrhundert | in der Kirche St-Martin (Lage) | PM25000695    | Classé       | 1962  |      |